# Talie
Een talie is in de eenvoudigste vorm een samenstel van een touw en twee enkelschijfs blokken. Het touw wordt ook vaak ‘taliereep’ genoemd.

## Toepassing
Hijsen van lasten, verplaatsen of vastzetten van lading, strak zetten van tentzeilen, bedienen en strak zetten van zeilen bij zeilvaartuigen. Bij deze toepassing, die vele variaties kent, zijn vele benamingen ontstaan, zoals:
- Halstalie
- Zwaardtalie - talie om de zwaarden van platbodemschepen uit het water te hijsen als ze niet worden gebruikt
- Bulletalie
- Wanttalie - hulpmiddel om het staande want extra op spanning te zetten.
- Riftalie - hulpmiddel om bij het 'steken' van een rif ( het verkleinen van het oppervlak) in een zeil, het overtollige zeil netjes vast te kunnen zetten.

## Werking
Afhankelijk welk blok aan de wereld, en welk aan de last is bevestigd, zal de kracht met twee of met drie worden vermenigvuldigd, volgens: als het trekkende touw (het halende part) direct naar de last gaat is de kracht driemaal zo groot, anders slechts tweemaal.
Is er grotere kracht nodig, dan past men blokken met meer schijven toe, tot wel drie. Nadeel is dat er dan veel touw nodig is, maar de kracht is tot zevenmaal vergroot.
Een zo zwaar talie werd bijvoorbeeld gebruikt om masten te lichten, de grote ra bij dwarsgetuigde schepen te hijsen (zie ook knecht) en ankers stijf tegen de boorden te zetten.